# 도시 탈출
《도시 탈출》(영어: The Out-of-Towners)은 미국에서 제작된 샘 와이스먼 감독의 1999년 코미디 영화이다. 스티브 마틴, 골디 혼 등이 출연하였고, 로버트 W. 코트 등이 제작에 참여하였다.

## 출연진
- 스티브 마틴
- 골디 혼
- 존 클리즈
- 마크 매키니
- 조 그리파시
- 그레고리 저바라
- 조시 모스텔
- 신시아 닉슨
- 어니 서벨라
- 잭 맥기
- 올리버 허드슨
- 제시카 코피얼
- 윌리엄 듀얼
- 모 개프니
- 조지프 마허
- 콘스턴스 매캐신

## 기타 제작진
- 공동 제작: 앤드루 라마카
- 배역: 아일린 스타거
- 미술: 켄 애덤
- 세트: 조지 더티타 주니어, 마빈 마치
- 의상: 앤 로스